# Neuer jüdischer Friedhof (Żarki)
Koordinaten: 50° 37′ 48″ N, 19° 21′ 36″ O

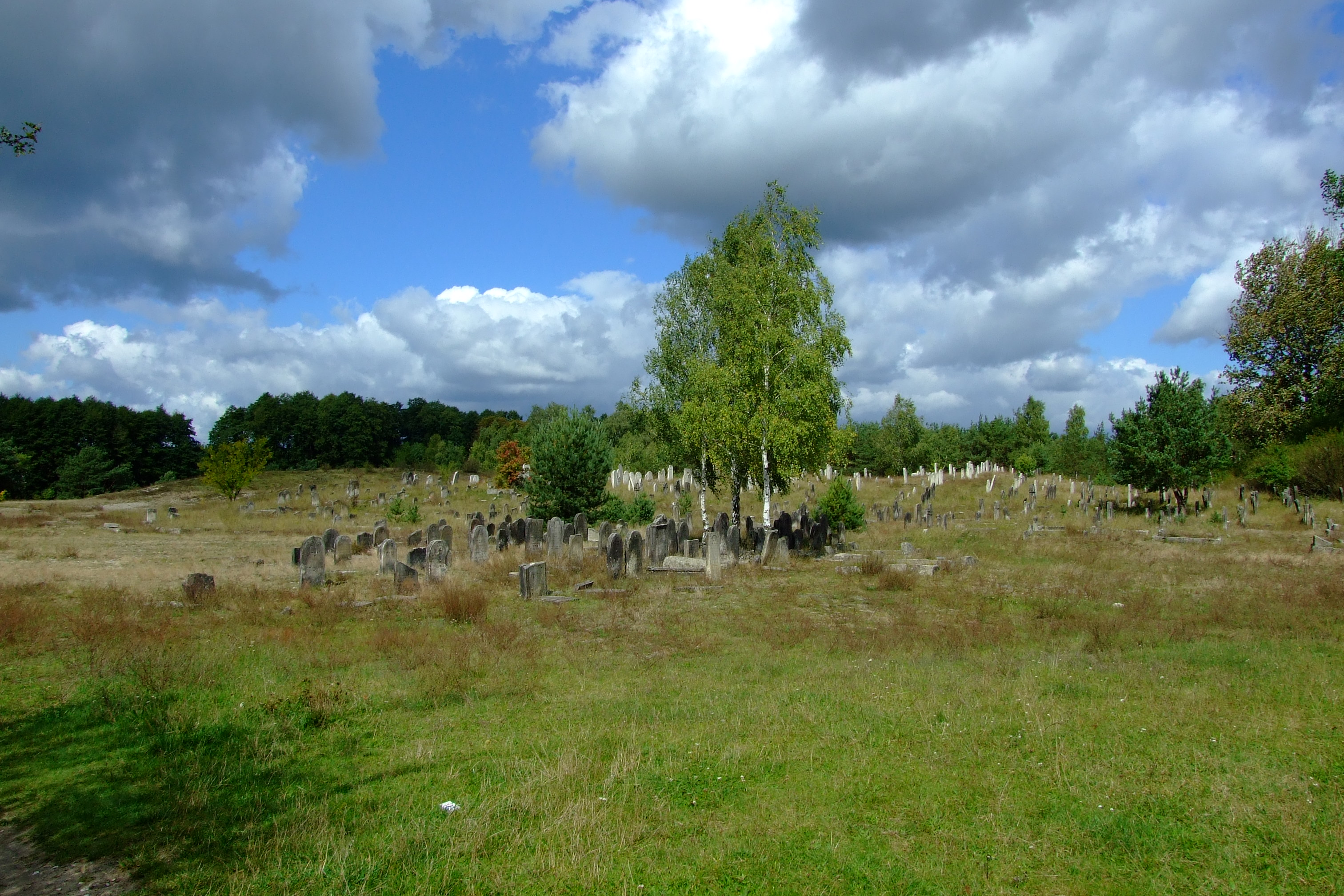
Neuer Jüdischer Friedhof in Żarki

Der Neue Jüdische Friedhof in Żarki, einer polnischen Stadt in der Woiwodschaft Schlesien, wurde 1821 angelegt. Der jüdische Friedhof, der mehrmals erweitert wurde, befindet sich an der Polna-Straße. 
Auf dem Friedhof mit einer Fläche von 1,5 Hektar befinden sich heute noch etwa 900 Grabsteine.  